# Rubens Sevilha
Dom Frei Rubens Sevilha O.C.D. (Tarabai, 27 de setembro de 1959) é um frade carmelita descalço, sacerdote católico brasileiro e bispo da Diocese de Bauru.

## Biografia

### Formação
Cursou Filosofia na Faculdade Nossa Senhora Medianeira dos Jesuítas em São Paulo e Teologia no Colégio Teológico Internacional do Teresianum em Roma. Foi ordenado em 19 de outubro de 1985.

### Atividades como padre
Exerceu diversas atividades, entre elas:
- Mestre dos postulantes da Ordem dos Carmelitas Descalços, em Caratinga.
- Mestre de noviços no Centro Teresiano de Espiritualidade em São Roque.
- Provincial dos Carmelitas Descalços no Sudeste do Brasil em 1996.
- Assistente Espiritual da Associação Santa Teresa das Monjas Carmelitas Descalças.
- Conselheiro da província do Sudeste.
- Pároco e Reitor da Basílica Santa Teresinha da Tijuca no Rio de Janeiro.
- Provincial dos Carmelitas Descalços no Sudeste do Brasil, nomeado no fim de 2010.

## Episcopado

### Arquidiocese de Vitória
Aos 21 de dezembro de 2011 foi nomeado pelo Papa Bento XVI como bispo-auxiliar da Arquidiocese de Vitória. Sua ordenação episcopal ocorreu em um domingo, 18 de março de 2012, às 9 horas da manhã na Catedral Metropolitana de Vitória pelas mãos de Dom Luiz Mancilha Vilela, arcebispo metropolitano de Vitória. Seus co-consagrantes foram Dom Gil Antônio Moreira, arcebispo de Juiz de Fora e Dom Tarcísio Scaramussa, bispo da Diocese de Santos - SP. A celebração contou com a participação de mais de 2 mil fiéis, que foram testemunhas da apresentação de Dom Sevilha como bispo-auxiliar de Vitória junto com Dom Joaquim Wladimir Lopes Dias .

### Diocese de Bauru
No dia 28 de março de 2018 foi nomeado pelo Papa Francisco bispo titular de Bauru, sucedendo assim a Dom Caetano Ferrari (OFM) que pediu renúncia da diocese por motivos de idade. A cerimônia de posse aconteceu na Catedral do Divino Espírito Santo no dia 20 de maio de 2018, dia da solenidade de Pentecostes e festa do padroeiro da Diocese de Bauru (SP).